# Eleição municipal de Nova Iorque em 2009
A eleição para prefeito da cidade americana de Nova York em 2009 realizou-se em 3 de novembro de 2009. O prefeito em exercício, Michael Bloomberg , membro do partido independente que deixou o Partido Republicano em 2008, foi reeleito na coligação Republicano e Partido da Independência do Emprego e Educação, com 50,7% dos votos, Bill Thompson, um democrata obteve 46,3% dos votos. Thompson ganhou a eleição primária democrata em 15 de setembro com 71% dos votos. 
Christopher Stephen do Partido Conservador de Nova York ganhou 1,6% dos votos, mais do que o total combinado de todos as outras candidaturas menores. A taxa de participação dos eleitores, foi de 1.154.802 votos.

## Candidatos

### Partido Democrata & Working Families Party
- William C. Thompson, Jr.
- Tony Avella
- Roland Rogers
- Jimmy McMillan

### Partido Republicano e Independente
- Michael Bloomberg (inc.)

### Partido Conservador
- Stephen Christopher

### Partido Verde
- Billy Talen

### Partido O aluguel é muito alto
- Jimmy McMillan

### Partido Socialismo e Liberdade
- Francisca Villar

### Partido Socialista dos Trabalhadores
- Dan Fein

### Partido Libertário
- Joseph Dobrian

## Pesquisas

### Bloomberg vs. Thompson
| Pesquisa       | Data                   | Bloomberg (ind.-R-Indep'ce) | Thompson (D-Working Families) | Christopher (Conservative) |
| Nov. 3 results | 24 de novembro de 2009 | 50.7%                       | 46.3%                         | 1.6%                       |
| SurveyUSA      | 30 de outubro de 2009  | 53%                         | 42%                           |                            |
| Marist         | 30 de outubro de 2009  | 53%                         | 38%                           |                            |
| Quinnipiac     | 26 de outubro de 2009  | 53%                         | 35%                           | 3%                         |
| SurveyUSA      | 19 de outubro de 2009  | 53%                         | 41%                           |                            |
| SurveyUSA      | 12 de outubro de 2009  | 55%                         | 38%                           |                            |
| Daily News     | 6 de outubro de 2009   | 51%                         | 43%                           |                            |
| Quinnipiac     | 24 de setembro de 2009 | 52%                         | 36%                           | 2%                         |
| Marist         | 17 de setembro de 2009 | 52%                         | 43%                           |                            |

### Bloomberg vs. Avella
| Source     | Date                | Bloomberg (ind) | Avella (D) |
| Quinnipiac | 21 de julho de 2009 | 51%             | 28%        |
| Marist     | 29 de junho de 2009 | 53%             | 29%        |
| Quinnipiac | 9 de junho de 2009  | 57%             | 27%        |
| Marist     | 5 de maio de 2009   | 52%             | 27%        |

### índices de aprovação de Bloomberg
| Pesquisa   | Data                | Aprova | Desaprova |
| Quinnipiac | 21 de julho de 2009 | 63%    | 29%       |
| Quinnipiac | 9 de julho de 2009  | 66%    | 27%       |
| Marist     | 29 de junho de 2009 | 58%    | 40%       |

## Resultados
| Eleição para prefeito de 2009 | partido                                                               | Manhattan | The Bronx | Brooklyn | Queens   | Staten Island | Total     | %       |
| |                                                                       |           |           |          |          |               |           |         |
| Votos perdidos e ganhos de Bloomberg em comparação a 2001 | Votos perdidos e ganhos de Bloomberg em comparação a 2001             | – 22,777  | – 21,683  | – 28,182 | + 46,904 | + 61,227      | + 35,489  | + 2.4%  |
| mudança na margem de vitória de Bloomberg, 2001-2005 | mudança na margem de vitória de Bloomberg, 2001-2005                  | + 98,973  | – 19,634  | + 97,622 | + 48,125 | – 10,705      | + 214,381 | + 17.0% |
| Votos perdidos e ganhos de Bloomberg em comparação a 2005 | Votos perdidos e ganhos de Bloomberg em comparação a 2005             | + 76,196  | – 41,317  | + 69,440 | + 95,029 | + 50,522      | + 249,870 | + 19.4% |
| Votos perdidos e ganhos de Bloomberg em comparação a 2005 a 2009 | Votos perdidos e ganhos de Bloomberg em comparação a 2005 a 2009      | – 35,010  | + 6,268   | – 91,392 | – 59,742 | – 19,397      | – 199,273 | – 15.0% |
| Diferença entre Bloomberg e Thompson | Diferença entre Bloomberg e Thompson                                  | + 41,186  | – 35,049  | – 21,952 | + 35,287 | + 31,125      | + 50,597  | + 4.4%  |
| ''Votos perdidos e ganhos de Bloomberg em comparação á última eleição | ''Votos perdidos e ganhos de Bloomberg em comparação á última eleição | + 63,963  | – 13,366  | + 6,230  | – 11,617 | – 30,102      | + 15,108  | + 2.0%  |
| |                                                                       |           |           |          |          |               |           |         |
| Michael R. Bloomberg | Republicano                                                           | 102,903   | 42,066    | 117,706  | 126,569  | 46,149        | 435,393   | 37.7%   |
| Michael R. Bloomberg | Republicano                                                           | 35.9%     | 29.0%     | 34.6%    | 42.3%    | 55.4%         | 435,393   | 37.7%   |
| Michael R. Bloomberg | Independente/Jobs & Education                                         | 56,934    | 11,730    | 36,033   | 36,364   | 9,012         | 150,073   | 13.0%   |
| Michael R. Bloomberg | Independente/Jobs & Education                                         | 19.9%     | 8.1%      | 10.6%    | 12.2%    | 10.8%         | 150,073   | 13.0%   |
| Michael R. Bloomberg |                                                                       |           |           |          |          |               |           |         |
| Michael R. Bloomberg | Total                                                                 | 159,837   | 53,796    | 153,739  | 162,933  | 55,161        | 585,466   | 50.7%   |
| Michael R. Bloomberg | Total                                                                 | 55.8%     | 37.0%     | 45.1%    | 54.5%    | 66.2%         | 585,466   | 50.7%   |
| |                                                                       |           |           |          |          |               |           |         |
| William C. Thompson, Jr. | Democrata                                                             | 110,975   | 86,899    | 163,230  | 122,935  | 22,956        | 506,995   | 43.9%   |
| William C. Thompson, Jr. | Democrata                                                             | 38.7%     | 59.8%     | 47.9%    | 41.1%    | 27.5%         | 506,995   | 43.9%   |
| William C. Thompson, Jr. | Working Families Party                                                | 7,676     | 1,946     | 12,461   | 4,711    | 1,080         | 27,874    | 2.4%    |
| William C. Thompson, Jr. | Working Families Party                                                | 2.7%      | 1.3%      | 3.7%     | 1.6%     | 1.3%          | 27,874    | 2.4%    |
| William C. Thompson, Jr. |                                                                       |           |           |          |          |               |           |         |
| William C. Thompson, Jr. | Total                                                                 | 118,651   | 88,845    | 175,691  | 127,646  | 24,036        | 534,869   | 46.3%   |
| William C. Thompson, Jr. | Total                                                                 | 41.4%     | 61.2%     | 51.6%    | 42.7%    | 28.8%         | 534,869   | 46.3%   |
| |                                                                       |           |           |          |          |               |           |         |
| Stephen Christopher | Conservador                                                           | 2,217     | 1,480     | 5,690    | 5,267    | 3,359         | 18,013    | 1.6%    |
| Stephen Christopher | Conservador                                                           | 0.8%      | 1.0%      | 1.7%     | 1.8%     | 4.0%          | 18,013    | 1.6%    |
| Billy Talen | Verde                                                                 | 3,083     | 434       | 3,338    | 1,680    | 367           | 8,902     | 0.8%    |
| Billy Talen | Verde                                                                 | 1.1%      | 0.3%      | 1.0%     | 0.6%     | 0.4%          | 8,902     | 0.8%    |
| Jimmy McMillan | O Aluguel é muito alto                                                | 823       | 217       | 764      | 404      | 124           | 2,332     | 0.2%    |
| Francisca Villar | Socialismo e Liberdade                                                | 1470      | 742       | 601      | 564      | 140           | 3,517     | 0.3%    |
| Joseph Dobrian | Libertário                                                            | 556       | 104       | 413      | 388      | 155           | 1,616     | 0.1%    |
| Dan Fein | Partido Socialista dos Trabalhadores                                  | 493       | 120       | 376      | 263      | 59            | 1,311     | 0.1%    |
| Write-ins † | Write-ins †                                                           | 100       | 30        | 77       | 60       | 30            | 297       | .03%    |
| |                                                                       |           |           |          |          |               |           |         |
| Total de votos registrados | Total de votos registrados                                            | 286,434   | 145,279   | 340,665  | 299,061  | 83,363        | 1,154,802 | 100.00% |
| Cédulas em branco | Cédulas em branco                                                     | 5,172     | 3,659     | 6,645    | 6,254    | 1,525         | 23,255    |         |
| Total de votos | Total de votos                                                        | 291,606   | 148,938   | 347,310  | 305,315  | 84,888        | 1,178,057 |         |
| † The three candidates who received more than 7 write-in votes each were C. Montgomery Burns (Homer Simpson's fictional boss), 27; City Councilman Tony Avella (who lost the Democratic mayoral primary), 13; and former Mayor Rudolph Giuliani (Republican), 11. |                                                                       |           |           |          |          |               |           |         |
| Fonte: Board of Elections in the City of New York, 24 de novembro de 2009 |                                                                       |           |           |          |          |               |           |         |